# Bucharest Open
Bucharest Open – kobiecy turniej tenisowy wchodzący w skład rozgrywek WTA Tour, rozgrywany na nawierzchni ceglanej w Bukareszcie w latach 2014–2019. Impreza otrzymała kategorię WTA International Series.

## Mecze finałowe

### Gra pojedyncza kobiet
| Rok  | Zwyciężczyni              | Finalistka           | Wynik       |
| 2019 | Jelena Rybakina           | Patricia Maria Țig   | 6:2, 6:0    |
| 2018 | Anastasija Sevastova      | Petra Martić         | 7:6(4), 6:2 |
| 2017 | Irina-Camelia Begu        | Julia Görges         | 6:3, 7:5    |
| 2016 | Simona Halep              | Anastasija Sevastova | 6:0, 6:0    |
| 2015 | Anna Karolína Schmiedlová | Sara Errani          | 7:6(3), 6:3 |
| 2014 | Simona Halep              | Roberta Vinci        | 6:1, 6:3    |

### Gra podwójna kobiet
| Rok  | Zwyciężczynie                         | Finalistki                             | Wynik          |
| 2019 | Viktória Kužmová Kristýna Plíšková    | Jaqueline Cristian Elena-Gabriela Ruse | 6:4, 7:6(3)    |
| 2018 | Irina-Camelia Begu Andreea Mitu       | Danka Kovinić Maryna Zanewśka          | 6:3, 6:4       |
| 2017 | Irina-Camelia Begu Raluca Olaru       | Elise Mertens Demi Schuurs             | 6:3, 6:3       |
| 2016 | Jessica Moore Varatchaya Wongteanchai | Alexandra Cadanțu Katarzyna Piter      | 6:3, 7:6(5)    |
| 2015 | Oksana Kalasznikowa Demi Schuurs      | Andreea Mitu Patricia Maria Țig        | 6:2, 6:2       |
| 2014 | Elena Bogdan Alexandra Cadanțu        | Çağla Büyükakçay Karin Knapp           | 6:4, 3:6, 10–5 |